# Haemorhous
Haemorhous Swainson, 1837 è un genere di uccelli passeriformi della famiglia dei Fringillidi.

## Etimologia
Il nome scientifico del genere, Haemorhous, deriva dall'unione delle parole greche αἱμα (haima, "sangue") e ρέω (rhéo, "scorrere"), col significato di "sangue che scorre" (stessa etimologia della parola "emorroidi"), in riferimento al rosso della livrea dei maschi adulti.

## Descrizione
Si tratta di uccelli lunghi una quindicina di centimetri, dall'aspetto slanciato, muniti di ali allungate e appuntite e di coda dalla punta lievemente forcuta, nonché di becco robusto e grandi occhi.
Il piumaggio è generalmente di colore bruno dorsalmente, con ali e coda più scure e singole penne orlate di scuro a dare un effetto screziato: nei maschi è presente il colore rosso in estensione diversa a seconda della specie (da faccia e petto all'intera area ventrale e cefalica), assente nelle femmine, che mostrano livrea più sobria e tendente al bruno-grigiastro.

## Biologia
Si tratta di uccelli diurni e granivori, che vivono perlopiù in coppie, si riproducono a partire dalla tarda primavera e sono rigidamente monogami, dimostrandosi piuttosto territoriali durante il periodo riproduttivo.

## Distribuzione e habitat
Il genere Haemorhous presenta distribuzione neartica, coi vari membri diffusi dal sud del Canada al Messico centrale, dove occupano una varietà di habitat che vanno dalle aree semidesertiche alle pinete montane, purché vi sia acqua a sufficienza e presenza di una copertura arborea o arbustiva adeguata.

## Tassonomia
Al genere vengono ascritte tre specie:
- Haemorhous purpureus (Gmelin, 1789) - carpodaco purpureo
- Haemorhous cassinii (Baird, 1854) - carpodaco di Cassin
- Haemorhous mexicanus (Müller, 1776) - ciuffolotto messicano

Il genere è stato a lungo sinonimizzato con Carpodacus, al quale le tre specie vengono spesso ascritte ancor oggi: tuttavia, le analisi del DNA mitocondriale hanno evidenziato che non solo i carpodachi americani sono geneticamente ben distinti da quelli asiatici (dai quali avrebbero cominciato a divergere nel medio Miocene, fra i 14 e i 12 milioni di anni fa), ma che si annidano nella tribù dei Carduelini piuttosto che fra i Carpodacini, pur occupando al suo interno un clade molto basale e ben distinto dagli altri.